# دمیتری آراپوف
دمیتری آراپوف (روسی: Дмитрий Андреевич Арапов؛ زادهٔ ۹ ژوئن ۱۹۹۳) یک بازیکن فوتبال اهل روسیه است.
از باشگاه‌هایی که در آن بازی کرده‌است می‌توان به باشگاه فوتبال اورال یکاترینبورگ اشاره کرد.